# Imma Prieto
Imma Prieto (Villafranca del Panadés, 1975) es una curadora de arte, historiadora y escritora. Desde octubre de 2019 hasta mediados de 2023 fue directora de Es Baluard  de Palma, para trasladarse posteriormente a Barcelona como directora de la Fundació Antoni Tàpies.
Estudió historia del arte en la Universidad de Gerona, y completó sus estudios al Cooper Union for the Advancement of Science and Art (Nueva York), bajo la tutela de Dore Ashton, y en la Universidad de Nueva York, bajo la tutela de André Lepecki.
Ha sido docente en el ámbito universitario durante más de quince años, de forma estable con la EU-ERAM de la Universidad de Gerona y con colaboraciones puntuales en másters y posgrados de la Universidad de Barcelona, la Universidad Ramon Llull o la Universidad de Cuenca (Ecuador). Ha sido manager del grupo de investigación europeo ELAA (European Live Art Archive 2008-2012), formado por la Universidad de Gerona, la Universidad de Oxford y la residencia de artistas Glaugair de Berlín.
A lo largo de su trayectoria ha comisariado múltiples exposiciones dentro del ámbito nacional e internacional. Su práctica profesional se desarrolla a partir de un diálogo entre investigación, escritura y comisariado, y ha  colaborado con artistas de reconocida trayectoria profesional cómo: Fluxus, Martha Rosler, Jimmie Durham, Anri Sala, Dan Perjovschi, Teresa Margolles, Daniel García Andújar, Antoni Muntadas, Antoni Miralda, Marina Planas, Miguel Ángel Campano y el colectivo de danza Mal Pelo o Jordi Colomer, entre otros. Colabora asiduamente en diferentes catálogos, libros de investigación y medios de comunicación especializados como el suplemento Cultura/s de La Vanguardia (2004-2018) y en las plataformas digitales A*Desk y Campo de Relámpagos. El año 2017 realizó su primer documental, "Eco de Primera Mort (“Eco de Primera Muerte”), en que la práctica cinematográfica se piensa desde la escritura y la investigación. En 2018 le otorgaron el premio Internacional a la crítica de Arte GAC, la asociación de galeristas catalanes.

## Exposiciones
Dentro de sus exposiciones colectivas destacan: Video(S)torias (Artium, 2010), Prophetia (Fundación Joan Miró, Barcelona, 2015), Beyond the Tropics (Palazzo Can’Trono, dentro del contexto de la 56 Bienal de Venecia (2015), Liberxina (MNAC, 2019) o Umbral (Espacio público en Barcelona, 2019). Como comisaria ha desarrollado proyectos en centros del ámbito internacional cómo TEMP Arte Space (Nueva York), Palazzo Can'Trono, dentro del marco de la Bienal de Venecia, MUCA (Roma Ciudad de México DF), Bienal del Istmo Centroamericano (Guatemala), Museo Nacional de Arte Pumapungo en Cuenca (Ecuador) y, en ámbito estatal, en el Museo Nacional de Arte de Cataluña, Fundación Joan Miró (Barcelona), Fábrica de Creación Fabra y Coats, La Virreina Centro de la Imagen, Fundación Vilacasas, Arts Santa Mònica, el Museo Extremeño e Iberoamericano de Arte Contemporáneo, TEA Tenerife Espacio de las Artes, Artium y el Bòlit Centre d'Art Contemporani de Girona, entre otros.